# Mastomys awashensis
Mastomys awashensis (Lavrenchenko, Likhnova, and Baskevich, 1998) è un roditore della famiglia dei Muridi endemico dell'Etiopia.

## Descrizione

### Dimensioni
Roditore di piccole dimensioni, con la lunghezza della testa e del corpo tra 116 e 127 mm, la lunghezza della coda tra 111 e 123 mm e un peso fino a 68 g.

### Aspetto
Le parti dorsali sono nerastre con i fianchi fulvo-grigiastri, mentre le parti ventrali sono grigiastre. La linea di demarcazione lungo i fianchi è netta. La testa è nerastra con le guance giallo-fulve. Il dorso delle zampe è bianco, con gli artigli chiari. La coda è lunga circa come la testa ed il corpo ed è ricoperta di scaglie. Il numero cromosomico è 2n=32.

## Biologia

### Comportamento
È una specie arboricola e notturna.

## Distribuzione e habitat
Questa specie è endemica della Rift Valley etiopica.
Vive lungo le sponde del fiume Auasc, popolate da boschi spinosi di Acacia e Commiphora con sottobosco di erba alta e vicino ad ambienti agricoli. Tuttavia non sembra essere una specie commensale dell'Uomo.

## Conservazione
La IUCN Red List, considerato l'areale limitato e il continuo declino nell'estensione e la qualità del proprio habitat forestale montano, classifica M.awashensis come specie vulnerabile (VU).